# Doramad
Doramad era una pasta de dents radioactiva que va ser produïda durant la primera meitat del segle XX per l'empresa berlinesa Auergesellschaft i que contenia tori-X.
El dentífric prometia unes dents blanques, radiants i lliures de bacteris gràcies a la radiació ionitzant de les substàncies radioactives que contenia. En aquella època, era una fita científica que es presentava com una cura miraculosa. Va ser només després de llançar les bombes atòmiques a Hiroshima i Nagasaki que es van reconèixer els possibles efectes de la radiació ionitzant; això va fer que la pasta de dents hagués de deixar de comercialitzar-se.

L'envàs anunciava el següent:
| « | Besondere biologische Heilwirkungen durch Radium-Strahlen. Tausendfach ärztlich verordnet und empfohlen. | » |

A la part posterior del tub de pasta es podia llegir el següent:
| « | Was leistet Doramad? Durch ihre radioaktive Strahlung steigert sie die Abwehrkräfte von Zahn u. Zahnfleisch. Die Zellen werden mit neuer Lebensenergie geladen, die Bakterien in ihrer zerstörenden Wirksamkeit gehemmt. Daher die vorzügliche Vorbeugungs- und Heilwirkung bei Zahnfleischerkrankungen. Poliert den Schmelz aufs Schonendste weiß und glänzend. Hindert Zahnsteinansatz. Schäumt herrlich, schmeckt neuartig, angenehm, mild u. erfrischend. Ausgiebig im Gebrauch. | » |